# Brachycephalus pombali
Brachycephalus pombali е вид жаба от семейство Brachycephalidae.

## Разпространение
Видът е разпространен в Бразилия (Парана).